# Гастингс, Теофилус, 9-й граф Хантингдон
Теофилус Гастингс (англ. Theophilus Hastings; 12 ноября 1696, Эшби-де-ла-Зуш, Лестершир, Королевство Англия — 13 октября 1746) — английский аристократ, 9-й граф Хантингдон, 13-й барон Хангерфорд, 11-й барон Молейнс, 14-й барон Ботро и 11-й барон Гастингс с 1705 года. Второй сын Теофилуса Гастингса, 7-го графа Хантингдона от его второй жены, Мэри Фаулер. Унаследовал семейные владения и титулы от старшего единокровного брата Джорджа, умершего бездетным. 
Граф был женат на Селине Ширли, дочери Вашингтона Ширли, 2-го графа Феррерса. В этом браке родились:
- Фрэнсис (1729—1789), 10-й граф Хантингдон[1];
- Элизабет (1731—1808), баронесса Гастингс, жена Джона Роудона[1];
- Фердинандо (1732 — приблизительно 1743)[4];
- Селина (1735 — ?)[5];
- Селина (1737—1763)[6];
- Генри (1739 — ?)[7];
- Джордж (1740—1754)[3].